# Hopeless Fountain Kingdom (Live from Webster Hall)
Hopeless Fountain Kingdom (Live from Webster Hall) è il secondo album dal vivo della cantante statunitense Halsey, pubblicato il 24 giugno 2022 dalla Capitol Records.

## Tracce
Disco 1
1. The Prologue (Live from Webster Hall) – 1:39
2. 100 Letters (Live from Webster Hall) – 4:02
3. Eyes Closed (Live from Webster Hall) – 3:28
4. Heaven in Hiding (Live from Webster Hall) – 4:05
5. Alone (Live from Webster Hall) – 6:01
6. Now or Never (Live from Webster Hall) – 3:55
7. Leave It on the Floor (Live from Webster Hall) – 1:53
8. Sorry (Live from Webster Hall) – 4:01
9. Good Mourning (Live from Webster Hall) – 2:02
10. Lie (Live from Webster Hall) – 2:40
11. Walls Could Talk (Live from Webster Hall) – 2:03
12. Bad at Love (Live from Webster Hall) – 4:01
13. Don't Play (Live from Webster Hall) – 4:42
14. A Cry That You Answered - Talking Breaks (Live from Webster Hall) – 3:21
15. Strangers (Live from Webster Hall) – 3:52
16. Angel on Fire (Live from Webster Hall) – 3:33
17. Devil in Me (Live from Webster Hall) – 4:55
18. Hopeless (Live from Webster Hall) – 4:14

Durata totale: 64:27
Disco 2
1. The Prologue – 1:47
2. 100 Letters – 3:29
3. Eyes Closed – 3:22
4. Heaven in Hiding – 3:27
5. Alone – 3:25
6. Now or Never – 3:34
7. Sorry – 3:40
8. Good Mourning – 1:07
9. Lie (feat. Quavo) – 2:29
10. Walls Could Talk – 1:41
11. Bad at Love – 3:01
12. Don't Play – 3:30
13. Strangers (feat. Lauren Jauregui) – 3:41 (Ashley Frangipane, Greg Kurstin)
14. Angel on Fire – 3:14
15. Devil in Me – 4:09
16. Hopeless (feat. Cashmere Cat) – 3:07
17. Alone (feat. Big Sean & Stefflon Don) – 3:27

Durata totale: 52:10